# Chiesa di San Sebastiano (Sottoselva)
La chiesa di San Sebastiano Martire, nota anche come chiesa dei Santi Sebastiano e Lorenzo, è un luogo di culto cattolico di Sottoselva, provincia ed arcidiocesi di Udine, ed è filiale del duomo di Palmanova.

## Storia
Anticamente a Sottoselva esisteva una chiesetta posta sulla strada per Clauiano ed era filiale della pieve di San Lorenzo. Nel 1797, in seguito alla distruzione della pieve di San Lorenzo, i beni lì contenuti furono trasferiti alla chiesa di Sottoselva.
Nel 1813 le chiese di Sottoselva e di San Lorenzo vennero ufficialmente unite sotto il nome di veneranda Chiesa di S. Sebastiano di Sottoselva e demolita di S. Lorenzo.
L'attuale chiesa fu edificata tra il 1844 e il 1847, con una spesa complessiva di 10.398 lire. 
Il campanile venne costruito nel 1855. Il 13 settembre 1918 vennero requisite le campane, che vennero successivamente rifuse nel 1925 da Lorenzo Lera di Lammari (Lucca).

## Interno
Opere di rilievo conservate all'interno della chiesetta sono la pila dell'acquasantiera, costruita nel 1562 e l'altar maggiore, proveniente dell'antica chiesa di San Lorenzo e modificato nel XIX secolo da tale Vriz di Raveo.